# خطوط ميد الجوية
ميد إيرلاينز هي شركة شحن جوي مغربية مقرها الدار البيضاء. تُشّغل رحلات شحن مستأجرة من قاعدتها الرئيسية في مطار محمد الخامس الدولي بالدار البيضاء.

## الوجهات
اعتبارًا من عام 2010، خدمت شركة خطوط ميد الجوية الوجهات المجدولة التالية برحلات الشحن الخاصة بها:
فرنسا
- باريس - مطار باريس أورلي

مالي
- باماكو - مطار باماكو سينو الدولي

المغرب
- الدار البيضاء – قاعدة مطار محمد الخامس الدولي
- طنجة – مطار طنجة ابن بطوطة

البرتغال
- لشبونة - مطار بورتيلا
- بورتو - مطار فرانسيسكو دي سا كارنيرو

السنغال
- داكار – مطار ليوبولد سيدار سنغور الدولي

إسبانيا
- سرقسطة - مطار سرقسطة

## الأسطول
اعتبارًا من عام 2010، يتكون أسطول شركة خطوط ميد الجوية من الطائرات التالية:

## روابط خارجية
- الموقع الرسمي